# ГЕС Qínshān
ГЕС Qínshān (芹山水电站) — гідроелектростанція на сході Китаю у провінції Фуцзянь. Знаходячись перед ГЕС Zhōuníng, становить верхній ступінь дериваційного гідровузла, створеного у сточищі річки Muyang, правої притоки Jiaoxi (впадає до затоки Санша північніше від Фучжоу).
В межах проекту лівий витік Muyang річку Longting перекрили кам'яно-накидною греблею із бетонним облицюванням висотою 120 метрів, довжиною 260 метрів та шириною по гребеню 9 метрів, яка потребувала 2,3 млн м3 матеріалу. Вона утримує водосховище з об'ємом 265 млн м3 та припустимим коливанням рівня поверхні у операційному режимі між позначками 707 та 755 метрів НРМ (під час повені рівень може зростати до 759 метрів НРМ).
Зі сховища вода транспортується через прокладений у лівобережному масиві тунель довжиною 0,8 км з діаметром 6,5 метра, який переходить у напірний водовід довжиною 0,32 км. В системі також працює вирівнювальний резервуар з діаметром 11 метрів.
Основне обладнання станції становлять дві турбіни типу Френсіс потужністю по 35 МВт, які використовують напір від 70 до 122 метра (номінальний напір 95 метра) та забезпечують виробництво 145 млн кВт-год електроенергії на рік.
Видача продукції відбувається по ЛЕП, розрахованій на роботу під напругою 220 кВ.